# Liste der burkinischen Botschafter in Deutschland
Der Burkinabè Botschafter in Deutschland vertritt die Regierung in Ouagadougou (Burkina Faso) bei der Regierung in Berlin.
| Ernannt / Akkreditiert | Name                           | Bemerkung | Premierminister von Burkina Faso | Bundesregierung      | Posten verlassen |
| ---------------------- | ------------------------------ | --- | -------------------------------- | -------------------- | ---------------- |
| 23. März 1962          | Christophe Kalenzaga           | | Maurice Yaméogo                  | Kabinett Adenauer IV | 1964             |
| 21. Feb. 1964          | Henri Guissou                  | Henri Guissou wurde 1910 in Wagudugu, der Hauptstadt der heutigen Republik Obervolta, geboren. Nach dem Besuch der Schule in seinem Heimatland begab er sich an das bekannte Lehrerseminar William-Ponty in Dakar, der Hauptstadt Senegals, an dem er im Juli 1935 sein Abschlussexamen ablegte. Von 1935 bis 1946 war er als Beamter der französischen Kolonialverwaltung in der Abteilung für Finanzwesen und Buchhaltung tätig. 1947 wurde er Mitglied des Rates der Elfenbeinküste. Am 31. März 1948 wurde das Territorium Obervolta wiederhergestellt. In demselben Jahre noch wurde Henri Guissou Mitglied der Abgeordnetenversammlung von Obervolta, (Assemblée Representative, die ab 1952 die Bezeichnung Territorialversammlung führte). Am 1. Mai 1959 wurde er in den Senat der | Maurice Yaméogo                  | Kabinett Erhard I    | 1967             |
| 12. Sep. 1967          | Pierre Ilboudo                 | | Maurice Yaméogo                  | Kabinett Kiesinger   | 1972             |
| 18. Aug. 1972          | Aissé Mensah                   | | Gérard Kango Ouédraogo           | Kabinett Brandt I    | 1977             |
| 10. März 1977          | Tiémoko Marc Garango           | | Sangoulé Lamizana                | Kabinett Schmidt II  | 1981             |
| 15. Okt. 1981          | Gomtirbou Anatole Tiendrebeogo | | Saye Zerbo                       | Kabinett Schmidt III | 1986             |
| 17. Okt. 1986          | Marie Savadogo                 | (* 1952) | Thomas Sankara                   | Kabinett Kohl II     | 1988             |
| 16. Juni 1988          | Moumouni Fabre                 | | Thomas Sankara                   | Kabinett Kohl III    | 31. März 1991    |
| 5. Sep. 1991           | Sophie Sow                     | | Thomas Sankara                   | Kabinett Kohl IV     | 1995             |
| 16. Okt. 1995          | Jean-Baptiste Ilboudo          | | Roch Marc Kaboré                 | Kabinett Kohl V      | 2001             |
| 28. Mai 2003           | Xavier Niodogo                 | | Paramanga Ernest Yonli           | Kabinett Schröder II | 2011             |
| 12. Feb. 2012          | Marie Odile Bonkoungou Balima  | | Luc-Adolphe Tiao                 | Kabinett Merkel II   | 2015             |
| 10. Nov. 2015          | Simplice Honoré Guibila        | | Isaac Zida                       | Kabinett Merkel III  | 2023             |
| 12. Juni 2023          | Toro Justin Ouoro              | | Apollinaire de Tambèla           | Kabinett Scholz      |                  |